# صراع مورو
صراع مورو، هو عبارة عن حركة تمرد نشطت في منطقة مينداناو في الفلبين بين الأعوام 1969 و2019.
بحلول العام 1969 نشبت الاضطرابات السياسية والأعمال القتالية المفتوحة بين حكومة الفلبين وجماعات تحرير مورو المسلّحة نظرًا لعوامل التهميش التي نجمت عن سياسات إعادة التوطين المستمرة منذ بدايات ضمّ مينداناو وسولو إلى مناطق كومنولث الفلبين في العام 1935. كان من العوامل التي أشعلت فتيل حركات التمرد في مورو في نهاية المطاف هو وقوع مجزرة جابيدا التي شهدت مقتل 60 عنصرًا مِن الكوماندوز المسلمين ضمن عملية مخطّطة لاستعادة الجزء الشرقي من ولاية صباح. ردًّا على المجزرة، أسس البروفيسور في جامعة الفلبين نور ميسواري الجبهة الوطنية لتحرير مورو، وهي حركة تمرد مسلحة آلت على نفسها إقامة كيان مستقل يضمّ جزيرة مينداناو، وأرخبيل سولو، ومقاطعة بالاوان. عبر السنوات المتتابعة، انشقت الجبهة إلى عدة جماعات مختلفة، كان منها جبهة تحرير مورو الإسلامية التي سعت لتأسيس دولة إسلامية في الفلبين. تستند حركات التمرد في مورو إلى تراث طويل من مقاومة شعب البانجسامورو للغزو الأجنبي، تعود بتاريخها إلى الاحتلال الأمريكي للفلبين في العام 1898 رغم عدم كونها جزءًا من العمل الحربي لإسبانيا. ومنذ ذلك التاريخ، استمرت المقاومة في مورو ضد الحكومة الفلبينية.
تختلف الإحصاءات لعدد ضحايا الصراع، ولكن تشير التقديرات المتحفّظة لقاعدة بيانات أوبسالا للنزاعات بأن 6015 شخصًا على الأقل قُتلوا خلال النزاع المسلّح بين حكومة الفلبين، وجماعة أبو سيّاف، ومناضلو بانغسامورو الإسلاميين في سبيل الحرية، وجبهة تحرير مورو الإسلامية، والجبهة الوطنية لتحرير مورو بين الأعوام 1989 و2012.

## جذور الصراع
لشعب المورو تاريخ طويل في مقاومة حكم الإسبانيين، والأمريكان، واليابانيين يمتد لأربعمئة عام. خلال الصراع المورو-إسباني، حاولت إسبانيا مرارًا وتكرارًا إخضاع سلطنة سولو، وسلطنة ماغويندنادو، وكونفدرالية السلطنات في لاناو. يعتبر قادة شعب مورو المسلمين الحاليين المقاومة المسلحة ضد اليابانيين، والإسبانيين، والأمريكان، ومسيحيّي الفلبين جزءًا من تاريخ مستمرّ عمرُه أربعة قرون لـ«حركة التحرر الوطنية» لشعب البانجسماورو (شعب المورو).
تعود أصول الصراع إلى الحروب التي شنّها الإسبان والأمريكان ضد شعب المورو.
عقب الحرب الإسبانية الأمريكية في العام 1898، نشب صراع في جنوب الفلبين بين المسلمين الثوريين في الفلبين وجيش الولايات المتحدة بين الأعوام 1899 و1913. عارض الفلبينيّون الحُكم الأجنبي للولايات المتحدة التي زعمت أن الفلبين تابعة لأراضيها. في 14 أغسطس 1898، بعد انتصارها على القوات الإسبانية، نصّبت الولايات المتحدة حكومة عسكرية لحُكم الفلبين بإمرة الجنرال ويسلي ميريت كحاكم عسكري. تسلّمت القوات الأمريكية السلطة من الحكومة الإسبانية في جولو في 18 مايو 1899، ومدينة زامبوانجا في ديسمبر 1899. أُرسل قائد اللواء جون سي بيتس للتفاوض على معاهدة مع سلطان سولو جمال الكرام الثاني. استاء السلطان جمال من واقع السيطرة الأمريكية، وكان يتوقّع أن تؤول السيادة إليه بعد هزيمة القوات الإسبانية في الأرخبيل. كانت الأولوية العُظمى بالنسبة لبيتس هو ضمان حياد شعب المورو خلال الحرب الفلبينية الأمريكية، وفرض النظام في جنوب الفلبين. بعد المفاوضات وُقّعت معاهدة بيتس والتي استقت بنودها من معاهدات سابقة مع الإسبان. ضمِنت معاهدة بيتس حياد المورو المسلمين في الجنوب، وفي الواقع كانت المعاهدة مجرّد مناورة من طرف الأمريكان لكسب الوقت حتى انتهائهم من الحرب في الشمال. بعد الحرب، وفي العام 1915، فرض الأمريكان معاهدة كاربنتر على سلطنة سولو.
في 20 مارس 1900، استُبدل الجنرال ليتس بالعميد ويليام أوغست كوبيه وتم رفع مستوى مقاطعة مينداناو -جولو إلى إدارة كاملة. بعد تعزيز وجود القوات الأمريكية في المنطقة، انخفضت نسبة التوتّر مع شعب المورو، رغم وجود تقارير عن هجمات للمورو طالت الأمريكان وغيرهم من المدنيّين.
بدأ الغزو الأمريكي في العام 1904، وانتهت فترة إمارة الميجور جنرال جون جيه بيرشينج، الذي كان الحاكم العسكري الثالث والأخير لمقاطعة المورو، مع استمرار بعض حركات المقاومة الرئيسية في بود داجو، وجبل باغساك في جولو. قتلت الولايات المتحدة المئات من شعب المورو في معركة بود داجو الأولى (والتي تُعرف أيضًا باسم مذبحة جبل داجو).
لم تهدأ حركات تمرد المورو ضد الحكم الأمريكي حتى بعد انتهاء انتفاضة المورو الرئيسية، واستمرت حتى الاحتلال الياباني للفلبين خلال الحرب العالمية الثانية. في فترة الغزو الياباني للفلبين، خاض شعب المورو انتفاضات ضد اليابانيين في مينداناو وسولو حتى استسلام اليابان في الحرب في 1945. هاجم مقاتلو جورامينتادو الاستشهاديّون الإسبانيين، والأمريكان، والشرطة الفلبينيّة، واليابانيين.

## التاريخ
بدءًا من عشرينيات القرن العشرين، اتّبعت الحكومة الكولونيالية الأمريكية وغيرها من الحكومات الفلبينية التي جاءت بعدها اتّبعت سياسة تهجير بين الجماعات العِرقيّة عبر إعادة توطين أعداد كبيرة من الفلبينين المسيحيين من بيسايا ولوزون في مساحات واسعة من أراضي مينداناو. منحت هذه السياسة لمسيحيّي الفلبين التفوّق العددي على شعبيّ المورو ولوماد بحلول سبعينيات القرن العشرين، وهو ما كان أحد العوامل التي أسهمت في تفاقُم المظالِم بين شعب المورو والفليبنيّين المسيحيّين المستوطنين بسبب تزايد المنازعات المتعلّقة بالأراضي. كما كانت إحدى شكاوى شعب المورو تتعلّق بنزْح الحكومة المركزية الفلبينية لموارد مينداناو الطبيعية في حين أن العديد من المورو كانوا يعيشون في فقرٍ مُدقع.
عمِدت برامج الاستعمار الإسباني والأمريكي إلى تهجير شعبَيّ المورو ولوماد من أرضهم، واستبدالهم بمستوطنين من مسيحيّي الفلبين الذين سيطروا في نهاية المطاف على المناطق ذات الأهمية الكبيرة على طول الطرق المُنشأة حديثًا ومُحدثين الاضطراب في البُنى الإدارية التقليدية للمورو وانتزاع السيطرة على الموارد من أيديهم. فضّل الأمريكان إيكال إدارة البلدات المُقامة حديثًا إلى المسيحيّين بدلًا من شعب لوماد أو المورو، ونجم تدهور بيئيّ عن إقامة تلك البلدات بسبب النمو السكاني غير المدروس (نظرًا إلى تدفّق المهاجرين المستوطنين إلى تلك المناطق) وقطع الأشجار بصورة جائرة.